# Nationale toeristenweg

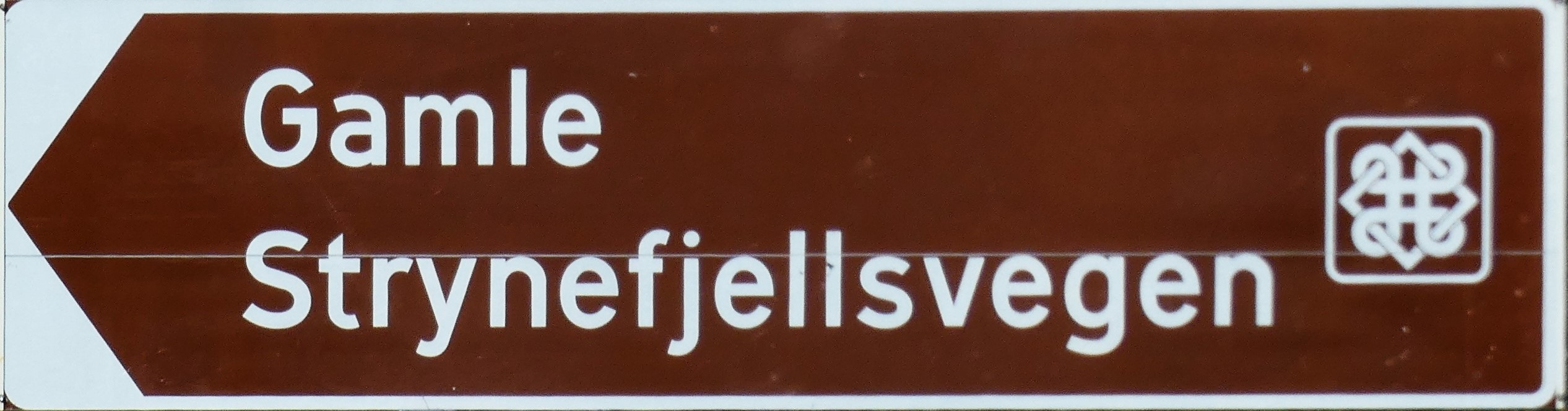
Bruine bewegwijzering nationale toeristenweg

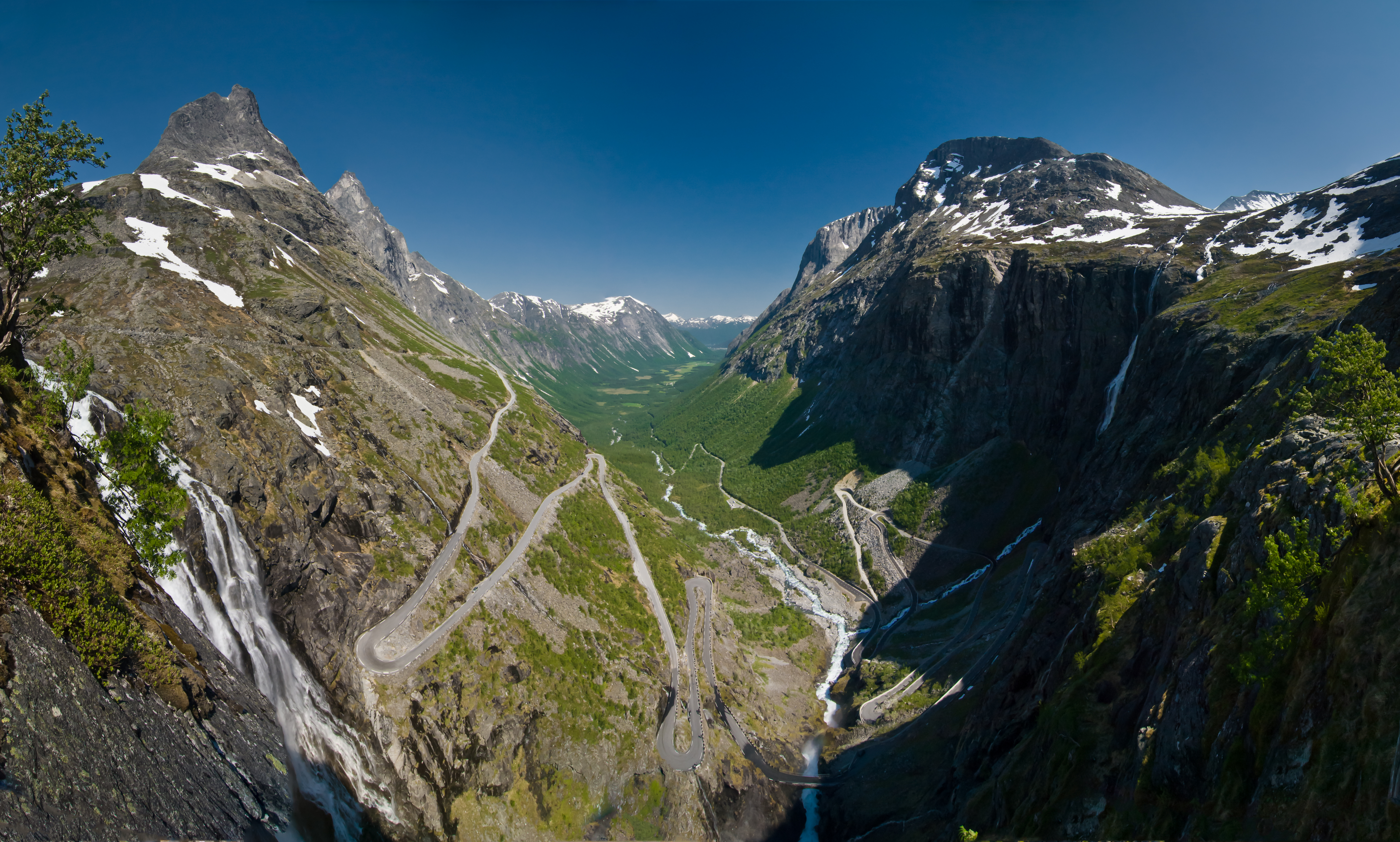
Trollstigen, Nationale toeristenweg Geiranger-Trollstigen

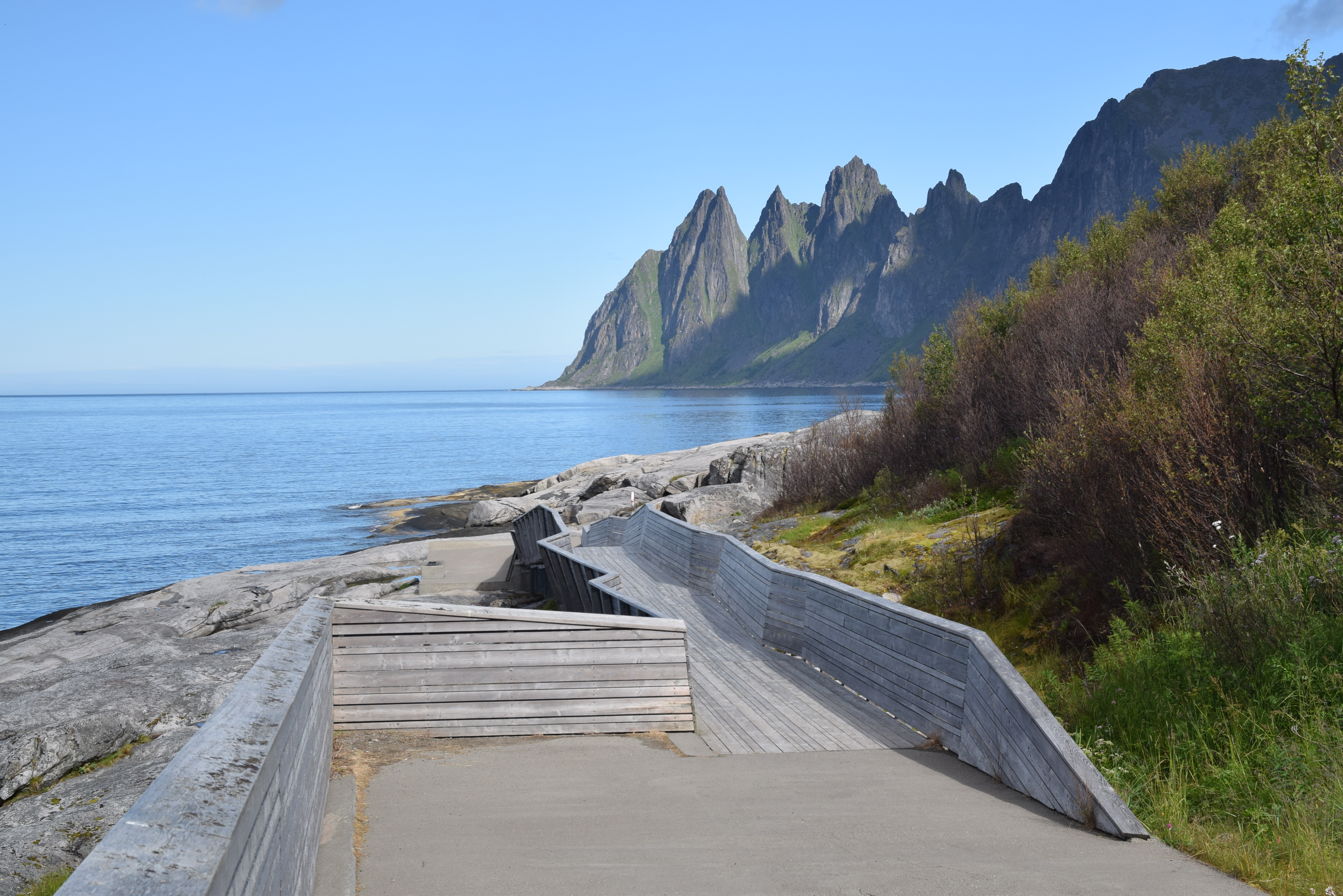
Tungeneset, Nationale toeristenweg Senja

Een nationale toeristenweg (Noors: nasjonal turistvei (Bokmål) of nasjonal turistveg (Nynorsk)) is in Noorwegen een van 18 toeristische autoroutes die zijn aangewezen door de Noorse wegenadministratie Statens Vegvesen. De 18 trajecten zijn bruin bewegwijzerd met een speciaal symbool en zijn in totaal 1850 kilometer lang. Ze lopen door landschappelijk mooie gebieden en hebben toeristische infrastructuur (stopplaatsen, uitzichtpunten) met moderne architectuur en design. Het project begon in 1994.

## Nationale toeristenwegen
- Hardanger
- Atlantische weg
- Hardangervidda
- Kystriksveien
- Gamle Strynefjellsvegen
- Sognefjellsvegen
- Varanger
- Havøysund
- Senja
- Andøya
- Lofoten
- Helgelandskysten
- Geiranger-Trollstigen
- Rondane
- Gaularfjellet
- Valdresflye
- Aurlandsfjellet
- Ryfylke
- Jæren